# Наша допомога
«На́ша допомо́га»  — щомісячий журнал київського губвідділу Міжнародної організації допомоги борцям за революцію.
Виходив у 1924 році (№ 1-2) — 1925 (№ 3-6).
Мав окремий літературний відділ.